# Итоговый турнир WTA 2013
Итоговый чемпионат тура Женской теннисной ассоциации 2013 (англ. 2013 TEB BNP Paribas WTA Championships) — турнир сильнейших теннисисток, завершающий сезон WTA. В 2013 году проходит 43-е по счёту соревнование для одиночных игроков и 38-е для парных. Традиционно турнир проводится поздней осенью — в этом году с 22 по 27 октября на кортах Синан Эрдем Даум в Стамбуле, Турция.
Прошлогодние победители:
- одиночки —  Серена Уильямс
- пары —  Мария Кириленко /  Надежда Петрова

## Квалификация
Квалификация на этот турнир происходит по итогам чемпионской гонки WTA.
- Подробнее об отборе и участницах, прошедших отбор

### Одиночный турнир
Золотистым цветом выделены теннисистки, отобравшиеся на Итоговый турнир года в Стамбуле. 
 Серебристым — запасные на турнире в Стамбуле. 
| Рейтинг Чемпионской гонки 2013 года. | Рейтинг Чемпионской гонки 2013 года. | Рейтинг Чемпионской гонки 2013 года. | Рейтинг Чемпионской гонки 2013 года. |
| #                                    | Теннисистка                          | Очки                                 | Турниры                              |
| ------------------------------------ | ------------------------------------ | ------------------------------------ | ------------------------------------ |
| 1                                    | Серена Уильямс                       | 12 040                               | 16(14)                               |
| 2                                    | Виктория Азаренко                    | 7 676                                | 15(13)                               |
| 3                                    | Мария Шарапова                       | 5 891                                | 14(10)                               |
| 4                                    | Агнешка Радваньская                  | 5 890                                | 20                                   |
| 5                                    | Ли На                                | 5 120                                | 17(14)                               |
| 6                                    | Петра Квитова                        | 4 370                                | 22                                   |
| 7                                    | Сара Эррани                          | 4 190                                | 21                                   |
| 8                                    | Елена Янкович                        | 3 860                                | 19                                   |
| 9                                    | Анжелика Кербер                      | 3 715                                | 21(20)                               |
| 10                                   | Каролина Возняцки                    | 3 520                                | 23                                   |
| 11                                   | Слоан Стивенс                        | 3 185                                | 22                                   |

* — Все обязательные турниры в рейтинге учитываются как сыгранные.
* — В скобках указано фактическое количество сыгранных турниров (неофициальные данные).
Мария Шарапова снялась до начала турнира из-за травмы.
В число участников одиночного турнира помимо 8 игроков основной сетки включают также двоих запасных.

### Парный турнир
| Рейтинг Чемпионской гонки 2013 года. | Рейтинг Чемпионской гонки 2013 года. | Рейтинг Чемпионской гонки 2013 года. | Рейтинг Чемпионской гонки 2013 года. |
| #                                    | Команда                              | Очки                                 | Турниры                              |
| ------------------------------------ | ------------------------------------ | ------------------------------------ | ------------------------------------ |
| 1                                    | Роберта Винчи Сара Эррани            | 7615                                 | 14                                   |
| 2                                    | Пэн Шуай Се Шувэй                    | 6455                                 | 13                                   |
| 3                                    | Надежда Петрова Катарина Среботник   | 6155                                 | 14                                   |
| 4                                    | Елена Веснина Екатерина Макарова     | 5971                                 | 10                                   |

## Соревнования

### Одиночные соревнования
Серена Уильямс обыграла  Ли На со счётом 2-6, 6-3, 6-0.
- Уильямс выигрывает 11-й титул в сезоне и 57-й за карьеру в туре ассоциации.
- Ли уступает 3-й финал в сезоне и 11-й за карьеру в туре ассоциации.

### Парные соревнования
Се Шувэй /  Пэн Шуай обыграли  Екатерину Макарову /  Елену Веснину со счётом 6-4, 7-5.
- Се выигрывает 5-й титул в сезоне и 14-й за карьеру в туре ассоциации.
- Пэн выигрывает 5-й титул в сезоне и 12-й за карьеру в туре ассоциации.